# Гималайский институт науки йоги и философии

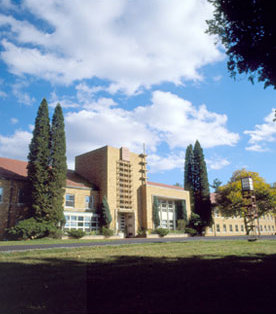
Главное здание Гималайского института науки йоги и философии в Пенсильвании.

Гималайский институт науки йоги и философии (англ. Himalayan Institute of Yoga Science and Philosophy) — международная организация, основанная индийским йогином Свами Рамой в 1971 году в городе Гленвью, Иллинойс. В 1978 году штаб-квартира организации была перенесена в горы Поконо, Пенсильвания. По данным на 1995 год существовало 12 филиалов «Гималайского института» в США, и ещё несколько — в других странах.
Официально, целью организации является «открытие и принятие священной связи — духа человеческого наследия, который объединяет Восток и Запад, духовность и науку, древнюю мудрость и современные технологии». Институт предлагает курсы различной продолжительности по хатха-йоге, Аюрведе, гомеопатии и психологии. Вдобавок к этому, при Гималайском институте существует лаборатория, в которой проводятся исследования, основанные на интеграции гомеопатической и аллопатической традиций в медицине.